# Пертенго
Пертенго (итал. Pertengo) — коммуна в Италии, располагается в регионе Пьемонт, в провинции Верчелли.
Население составляет 338 человек (2008 г.), плотность населения составляет 42 чел./км². Занимает площадь 8 км². Почтовый индекс — 13030. Телефонный код — 0161.
Покровителем коммуны почитается святой Герман, празднование 25 июля.

## Демография
Динамика населения:

## Администрация коммуны
- Официальный сайт: